# Megalocnus
Il megalocno (gen. Megalocnus) è un bradipo terricolo estinto, vissuto nel Pleistocene e nell'Olocene a Cuba e a Hispaniola.

## Bradipi nelle Antille
Alto circa un metro al garrese e lungo meno di due metri, il megalocno è l'esemplare più grande tra i vari bradipi terricoli che, nel corso del Pleistocene, vissero nelle isole caraibiche. Questo gruppo di mammiferi xenartri, probabilmente, migrò sulle isole nel corso del Miocene, circa 8 milioni di anni fa (gen. Imagocnus, lungo circa 1,8 metri), dando vita a una fauna caratteristica di bradipi terricoli dalle dimensioni ridotte rispetto a quelli che vivevano in Sudamerica, come Megatherium e Mylodon. Mesocnus era lungo circa un metro, mentre Neocnus raggiungeva a malapena i sessanta centimetri. Alcuni generi come Synocnus e Acratocnus, di taglia particolarmente ridotta, sembrerebbero simili agli odierni bradipi della famiglia Megalonychidae.

## Estinzione per colpa dell'uomo?
Il megalocno, di dimensioni relativamente grandi, era sicuramente un animale totalmente terricolo, diffuso in quasi tutta l'isola di Cuba. Si cibava di erbe ed era un animale piuttosto lento, come tutti i bradipi. Fu sicuramente questo il motivo per cui risultò una facile preda per i primi abitanti umani dell'isola: è probabile che l'estinzione del megalocno, avvenuta circa 6.000 anni fa, sia stata dovuta all'intensa caccia a cui fu sottoposto. Gli altri predatori presenti sull'isola erano un canide e alcuni uccelli rapaci di grandi dimensioni, come il gufo corridore e il barbagianni, ma non rappresentavano certamente un pericolo per la sopravvivenza della specie. È possibile, però, che alcune popolazioni di megalocno siano sopravvissute a Cuba in zone collinari fino al XVI o XVII secolo.

## Specie
La specie più nota di megalocno è Megalocnus rodens, rinvenuto a Cuba, di cui sono note due sottospecie: M. rodens rodens e M. rodens leidyi. L'altra specie, meno nota, è Megalocnus zile, i cui resti sono stati ritrovati a Hispaniola.